# Holmsjön (Bureå socken, Västerbotten)
Holmsjön är en sjö i Skellefteå kommun i Västerbotten och ingår i Bureälvens huvudavrinningsområde. Sjön har en area på 0,256 kvadratkilometer och ligger 30,1 meter över havet.

## Delavrinningsområde
Holmsjön ingår i det delavrinningsområde (718125-175531) som SMHI kallar för Utloppet av Holmsjön. Medelhöjden är 36 meter över havet och ytan är 1,39 kvadratkilometer. Det finns inga avrinningsområden uppströms utan avrinningsområdet är högsta punkten. Vattendraget som avvattnar avrinningsområdet har biflödesordning 2, vilket innebär att vattnet flödar genom totalt 2 vattendrag innan det når havet efter 6,5 kilometer. Avrinningsområdet består mestadels av skog (67 procent). Avrinningsområdet har 0,25 kvadratkilometer vattenytor vilket ger det en sjöprocent på 17,9 procent.